# Provincia Maynas

Maynas din Departamentul Loreto

Provincia Maynas este una din cele 8 provincii peruviene din Departamentul Loreto din nordul țării.
Provincia Maynas se învecinează la nord cu Columbia, la sud cu Provincia de Requena, la est cu Provincia de Mariscal Ramón Castilla și la oest cu Provincia de Loreto și cu Ecuador.

## Diviziune politică
Maynas este împărțită în 11 Districte (Distritos).
1. Iquitos
2. Alto Nanay
3. Fernando Lores
4. Indiana
5. Las Amazonas
6. Mazán
7. Napo
8. Punchana
9. Torres Causana
10. Belen
11. San Juan Bautista

## Capitala
Capitala acestei provincii este orașul Iquitos.